# Singapur Open 1970
Die Singapur Open 1970 im Badminton fanden vom 15. bis zum 18. Oktober 1970 in Singapur statt.

## Finalergebnisse
| Disziplin    | Sieger                  | Finalist                               | Ergebnis     |
| ------------ | ----------------------- | -------------------------------------- | ------------ |
| Herreneinzel | Muljadi                 | Darmawan                               | 18:16, 15:8  |
| Dameneinzel  | Intan Nurtjahja         | Utami Dewi                             | 11:3, 11:5   |
| Herrendoppel | Indratno Indra Gunawan  | Iie Sumirat Nara Sudjana               | 15:10, 15:7  |
| Damendoppel  | Minarni Retno Koestijah | Rosalind Singha Ang Teoh Siew Yong     | 15:11, 15:4  |
| Mixed        | Ng Boon Bee Sylvia Ng   | Chirasak Champakao Pachara Pattabongse | 15:11, 15:12 |